# Cantonul Ligueil
Cantonul Ligueil este un canton din arondismentul Loches, departamentul Indre-et-Loire, regiunea Centru, Franța.

## Suprimarea cantonului Ligueil
În aplicarea Decretului nr. 2014-179 18 februarie 2014, cantonul Ligueil a fost desființat la 22 martie 2015 și cele 13 comune ale sale au devenit parte; doisprezece din noul canton Descartes și unul din noul canton Loches.

## Comune
| Comune                           | Populație (1999) | Cod poștal | Cod INSEE |
| -------------------------------- | ---------------- | ---------- | --------- |
| Bossée                           | 345 hab.         | 37240      | 37 029    |
| Bournan                          | 242 hab.         | 37240      | 37 032    |
| Ciran                            | 429 hab.         | 37240      | 37 078    |
| Esves-le-Moutier                 | 143 hab.         | 37240      | 37 103    |
| La Chapelle-Blanche-Saint-Martin | 609 hab.         | 37240      | 37 057    |
| Le Louroux                       | 471 hab.         | 37240      | 37 136    |
| Ligueil                          | 2.175 hab.       | 37240      | 37 130    |
| Louans                           | 604 hab.         | 37320      | 37 134    |
| Manthelan                        | 1.317 hab.       | 37240      | 37 143    |
| Mouzay                           | 480 hab.         | 37600      | 37 162    |
| Saint-Senoch                     | 446 hab.         | 37600      | 37 238    |
| Varennes                         | 225 hab.         | 37600      | 37 265    |
| Vou                              | 196 hab.         | 37240      | 37 280    |

1. ↑  Decretul ministerial nr. 2014-179 de precizare a noii repartizări cantonale a departamentului Indre- et-Loire . Consultat la 8 aprilie 2016 (în franceză)